# Polisseuse de riz
Une polisseuse de riz est une machine à polir (« polissage ») les grains de riz destinée à changer leur apparence, leur goût et leur texture. Le polissage est la dernière étape du mondage du riz paddy et intervient après les opérations de décorticage et de blanchiment. Le décorticage consiste à débarrasser l'épillet (ou riz paddy) de ses enveloppes externes (glumelles, glumes et cupule) qui sont indigestes et produit le riz complet (ou riz cargo). Le blanchiment consiste à retirer le péricarpe et le tégument du grain et produit le riz blanchi à partir du riz complet. 

## Généralités

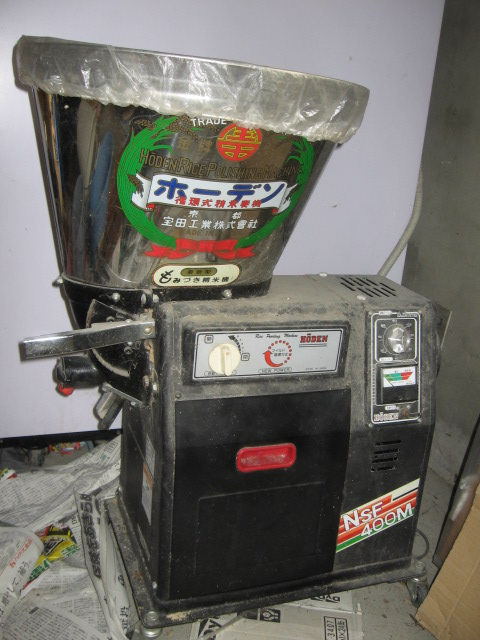
Une polisseuse de riz.

Les machines à polir le riz sont des machines qui utilisent des abrasifs tel le talc ou d'autres poussières très fines pour polir la surface extérieure des grains de riz. Dans les communautés agricoles japonaises, il y a souvent une polisseuse de riz commune. La première polisseuse de riz entièrement automatisée est censée avoir été breveté par l'ingénieur britannique Sampson Moore en 1861. Au XXe siècle, un appareil ménager pour les consommateurs a été créé qui permet aux particuliers de polir leur riz à la maison.